# Забастовка учителей в Перу (2017)
Забастовка учителей в Перу 2017 года (исп. Huelga magisterial del Perú de 2017) — общенациональная забастовка учителей государственного базового образования в Перу, проходившая с июня по сентябрь 2017 года во время правления президента Педро Пабло Кучински.
Забастовка началась в департаменте Куско 15 июня 2017 года по инициативе фракции профсоюзов региона, к которой позже присоединились несколько региональных фракций страны.

## Мотивы протестующих
Среди основных требований учителей были повышение заработной платы, выплата социального долга, отмена Закона о государственной педагогической карьере и увеличение бюджета в секторе образования. Одним из обещаний избирательной кампании Кучински было как раз повышение заработной платы учителей на всех уровнях. В марте 2017 года президентским указом № 070-2017-EF повышение заработной платы учителей было официально закреплено, минимальная заработная плата была увеличена с 1554 до 1780 солей, кроме того Кучински объявил о том, что к марту 2018 года учительский оклад будет повышен до 2000 солей. Что касается тех, кто был принят на работу, было объявлено, что повышение начнется в ноябре 2017 года. Однако представители ряда учительских объединений не согласились с заявлением главы государства, заявив о том, что повышение зарплаты до 2000 солей ранее планировалось провести с 2017, а не с 2018 года. и что к 2021 году зарплата должна была достичь показателя в 4050 солей. Это был один из главных лозунгов протестующих.

## Влияние
Забастовка затронула 1,5 миллиона учащихся в стране, к ней присоединились 238 536 учителей, отказавшихся посещать занятия, что составляет 63,42 % от общего числа преподавательского состава.

## Протесты
Забастовка была объявлена профсоюзной фракцией департамента Куско 15 июня 2017 года. С течением времени забастовка распространилась на несколько департаментов на юге страны, таких как Апуримак, Лорето, Мадре-де-Дьос и Пуно. В ходе забастовки проявилась дезорганизация и фрагментация профсоюзов учителей, представленных различными фракциями. К забастовке также присоединились члены Унитарного профсоюза работников образования (SUTE) из нескольких регионов, в том числе из Такны, Хунина и Пуно. 20 июля в связи с длительным отсутствием занятий в 6 районах департаментов Пуно и Куско было объявлено чрезвычайное положение.
В поисках решения проблемы продолжительной забастовки на экстренное совещание собрались министр образования Марилу Мартенс, премьер-министр Фернандо Савала, 25 региональных губернаторов и Региональное управление Лимы. Они достигли соглашения, о котором было официально объявлено 3 августа. Соглашение заключалось в том, что повышение для учителей будет производиться с декабря 2017 года, а не с марта 2018 года. Таким образом, правительство сочло этот вопрос решенным и объявило, что занятия возобновятся 7 августа. Однако учителя отказались признавать данное соглашение и продолжили забастовку. В городе Хауха группа из десяти активистов в результате стычек с полицией захватила и разгромила местный аэропорт.
8 августа после диалога с правительством учителя департаментов Куско, Лима, Паско и Ламбаеке согласились приостановить забастовку. Однако забастовки продолжались в 18 департаментах страны. Основным руководителем и координатором общенациональных протестов стал учитель Педро Кастильо, который работал учителем начальных классов в крестьянской общине в Чоте, Кахамарка.
Сам президент Кучински вызвался выступить в качестве посредника, пригласив делегатов от фракций учителей встретиться с ним, чтобы прийти к решению; были приняты только руководители CEN вместе с руководителями Куско, но не представители низов во главе с Педро Кастильо. Из-за этого отказа забастовка еще больше усилилась с прибытием в столицу учителей из регионов, которые провели шествия и митинги на площади Сан-Мартин. В столице полицейским для разгона толпы пришлось применить слезоточивый газ и водометы, у здания Конгресса Перу были зафиксированы столкновения протестующих с силами правопорядка.

## Переговоры сторон
16 августа министр образования Марилу Мартенс явилась в комиссию Конгресса по образованию, где пообещала принять представителей региональных организаций бастующих учителей. Они приняли приглашение. Вечером того же дня президент в телевизионном обращении к нации призвал учителей прекратить забастовку и вернуться в школы.
На следующий день конгрессмены объявили о том, что подадут ходатайство об импичменте министру. Другие конгрессмены поставили под сомнение тот факт, что запрос был подан, в то время как министр находилась в процессе диалога с бастующими.
Тем временем 18 августа начался диалог между специалистами Министерства образования и руководителями учителей, к которому присоединились пять конгрессменов, представляющих различные фракции, которые выступали в качестве наблюдателей, но в конечном итоге стали посредниками.
После четырехдневных встреч было достигнуто предварительное соглашение, в котором указывалось, что минимальный уровень заработной платы 2000 солей начнется в ноябре 2017 года, что учителя, нанятые по контракту, будут уравнены с назначенными как в заработной плате, так и в социальных пособиях., будет запланирована выплата социального долга, будет разрешен добровольный выход учителей на пенсию. преподаватели в возрасте от 55 лет, помимо других льгот для педагогического сектора. Однако, когда ожидалось только подписание соглашения, учителя объявили, что не будут этого делать, поставив под сомнение тот факт, что министр не принимала их лично и использовала конгрессменов в качестве посредников.
Но, согласно отчету конгрессменов, это произошло из-за того, что учителя настаивали на том, чтобы оценка учителей была приостановлена на неопределенный срок, и именно в этот момент Министерство образования не хотело опускать руки, считая, что меритократия в преподавательской карьере не подлежит обсуждению. Затем было разъяснено, что на самом деле учителя возражали не против оценок, а против предполагаемой процедуры, известной как экзамен по рубрикам, которую они квалифицируют как субъективную и карательную по своему характеру, которая требовала от учителей максимального внимания учеников, многие из которых дети и подростки из различных коренных и крестьянских общин во внутренних районах страны, в таких многокультурных странах, как Перу. Министр внутренних дел Карлос Басомбрио Иглесиас подвергся резкой критике за то, что обвинил лидера забастовки Педро Кастильо в связах с террористическими организациями и отказался продолжать контакты с протестующими..
Несмотря на то, что значительная часть преподавателей все еще продолжала забастовку, 24 августа правительство издало специальный декрет, официально закрепляющий льготы, согласованные в ходе переговоров.
Помимо этого, учителей предупредили о том, что если они не вернутся к исполнению своих обязанностей с 28 августа, вместо них на работу будут приняты новые учителя.

## Завершение конфликта
На следующей неделе в столице прошли марши учителей, сопровождавшиеся ожесточенными столкновениями с полицией. 2 сентября лидер забастовки Педро Кастильо объявил о приостановке протестов в соответствии с соглашением, принятым на Внеочередном Национальном конгрессе региональных профсоюзов, хотя и уточнил, что это будет лишь временная приостановка и что работники образовательной сферы вернутся к борьбе за свои права, если сочтут это необходимым.